# Johanna Rasmussen
Pour les articles homonymes, voir Rasmussen.
Johanna Rasmussen (née le 2 juillet 1983 à Nykøbing Falster) est une footballeuse internationale danoise. Elle joue habituellement comme ailier gauche. 
Elle est sélectionnée en équipe nationale du Danemark depuis 2002. 

## Carrière
En 2002, après avoir été hésité à rejoindre l'Université Texas Tech aux États-Unis pour poursuivre ses études, Rasmussen signe au Fortuna Hjørring.
Elle y remporte notamment le championnat du Danemark en 2002 et dispute la finale de la Coupe féminine de l'UEFA 2002-2003, perdue face aux Suédois d'Umeå IK. Elle rejoint le club suédois en 2008
En 2010, Rasmussen et ses coéquipières Ramona Bachmann et Mami Yamaguchi sont recrutées par des franchises du nouveau championnat américain, le Women's Professional Soccer. Rasmussen rejoint Atlanta Beat, qui termine dernière sur 7. En 2011, elle commence la saison sous les couleurs de magicJack, mais négocie avec son club de pouvoir rentrer en Europe.
Elle signe avec Kristianstads DFF en août 2011. En 2017, elle rejoint Linköpings FC, champion du Danemark en titre, mais elle se blesse peu après au genou
Rasmussen débute en équipe nationale en octobre 2002. Elle participe notamment à l'Euro 2005, à la Coupe du monde 2007, à l'Euro 2009 et à l'Euro 2013, dont le Danemark est demi-finaliste. Elle marque notamment l'unique but danois contre la France en quart de finale. Elle honore sa 100e sélection en mars 2013.